# Sandu Ciorbă
Sandu Ciorbă (Cluj-Napoca, 11 maggio 1968) è un cantante rumeno.
Originario di Cluj-Napoca, è di etnia rom e pubblica i suoi lavori con la Viper Production, casa discografica specializzata in musica gitana.

## Il successo su internet
Sandu Ciorbă ha avuto successo nel 2013 con la canzone Dalibomba, che ha ottenuto oltre 36 milioni di visualizzazioni su YouTube, principalmente da spettatori di origine polacca, attratti dallo stile parodistico del genere manele.
Nel 2015 Huffington Post nel Regno Unito ha nominato la canzone di Ciorba Pe cimpoi, basata su melodie folkloristiche della Transilvania, “il video più strano di Internet”.

## Discografia
Le canzoni di Sandu Ciorbă sono incluse in varie raccolte edite dalla Viper Productions.
- 2007: Fără adversari Vol. 2 (con Nicolae Guță), Viper Productions[5]
- 2008: Fără adversari Vol. 3 (con Nicolae Guță), Viper Productions[6]
- 2012: Fără adversari Vol. 4 (con Nicolae Guță), Viper Productions[7]
- 2015: King of Gipsy Music, Viper Productions[8]
- 2017: Fără adversari Vol. 5 (con Nicolae Guță), Viper Productions[9]

### Colonne sonore
Le canzoni di Ciorbă sono presenti nella colonne sonore di diversi film:
- Charlie Countryman deve morire, film rumeno-statunitense del 2013.[10]
- Liberté, film francese del 2010.[11]
- Transylvania, film francese del 2006.[12]